# Surrend
Surrend ist ein dänisches Künstlerduo, bestehend aus Jan Egesborg und Pia Bertelsen, das vor allem durch provokante Aktionen auffällt. So gelang es ihnen, einen Artikel in der staatsnahen Tehran Times zu platzieren, der vordergründig den damaligen Präsidenten Mahmud Ahmadineschad unterstützte, allerdings die verschlüsselte Botschaft SWINE („Schwein“) enthielt.
Die Gruppe hat sich anlässlich der Beerdigung des früheren serbischen Präsidenten Milošević gegründet und es sich zur Aufgabe gemacht, den Mächtigen ironische und provozierende Aktionen entgegenzuhalten und hierdurch mediale Aufmerksamkeit zu erlangen. Selber gehören sie keiner Gruppierung und auch keiner NGO an.
Im Frühjahr 2007 erregten sie das Interesse der Öffentlichkeit, indem sie in Berlin vermeintliche NPD-Plakate aufgehängt haben, die sich bei genauerem Hinsehen aber als Parodie entpuppten.
Im Mai 2007 war Egesborg während eines Besuchs des russischen Staatspräsidenten Wladimir Putin in Wien festgenommen worden, nachdem er ein Plakat mit der ironischen Frage „Erschießt Putin Journalisten?“ angebracht hatte. Im Juni 2007 plakatierte die Künstlergruppe in Berlin gegen die Haltung des Papstes zur Homosexualität.*  2008 stellte die Gruppe Plakate unter dem Titel ZOG (Zionist Occupied Government) im Kunstverein Tiergarten aus. Dabei kam es zu Protesten, weil auf einem Plakat ein Steinheiligtum abgebildet war über dem „dummer Stein“ stand.
Am 9. Januar 2009 sorgte Egesborg mit Plakaten und Karten zum Thema Finanzkrise in Kassel für Aufsehen. Dabei wird ein fiktiver Kasseler Künstler namens Moll Morgengrau zitiert mit Sätzen wie u. a.:
„Endlich eine langwierige, tief greifende, depressive Finanzkrise“ oder „Mehr Finanzkrise bitte, endlich sind alle so arm wie ich“.
Im April 2010 klebte Surrend in einigen Berliner Innenstadtbezirken Plakate, auf denen sie die „Endlösung“ für den Staat Israel fordern. In Interviews stellten sie klar, dass diese Forderung nicht ironisch gemeint ist. Die Wortwahl, die das Vokabular des Nationalsozialismus aufgreift, und die Forderung, den einzigen jüdischen Staat der Welt „von der Landkarte zu tilgen“, trugen den Künstlern den Vorwurf der Volksverhetzung und des Antisemitismus ein. Jan Egesborg, der selbst Jude ist und Angehörige im Holocaust verloren hat, betonte dagegen, es gebe einen Mechanismus, den Kritik an Israel auslöse und den die Gruppe mit dem Plakat habe zeigen wollen. Ihre Aktionen seien „satirische Werkzeuge“ zum Aufdecken von Tabus und die Aufdeckung stehe für sie über dem Dialog.